# Zegar jodowy
Zegar jodowy (reakcja Landolta, reakcja Harcourta-Essona) – autokatalityczna reakcja chemiczna, podczas  której początkowo bezbarwny roztwór po pewnym czasie (kilka minut) w mgnieniu oka zmienia kolor na granatowo-czarny. Po raz pierwszy opisana została przez Hansa Landolta, później jej kinetyka badana była przez Augustusa Harcourta (1834–1919) i  Williama Essona (1838–1916).
Poniższy opis przybliża uproszczoną reakcję zegara jodowego, gdzie w przeciwieństwie do typowej reakcji Landolta, wykorzystuje się jedynie łatwe do zdobycia odczynniki, dostępne na przykład w aptece. Z tego powodu reakcja ta bywa nazywana „aptecznym zegarem jodowym”.

## Odczynniki
- roztwór skrobi (zawiesina), przygotowany przez rozmieszanie łyżeczki mąki w 100 ml gorącej (80-90 °C) wody
- roztwór kwasu askorbinowego (tabletka witaminy C (100 mg) rozpuszczona w 25 ml wody)
- jodyna
- woda utleniona 3%
- zimna woda

## Wykonanie
- do naczynia wlać 2,5 ml jodyny
- dodać bardzo powoli 10 ml roztworu kwasu askorbinowego, roztwór zmienia barwę z brunatnej na cytrynową
- dodać ok. 2 ml zawiesiny skrobiowej
- dodać 20 ml zimnej wody
- dodać 20 ml wody utlenionej
- odczekać kilka minut – roztwór w mgnieniu oka zmienia barwę z cytrynowej na granatowo-czarną

## Opis zachodzących reakcji
- powolna redukcja jodu kwasem askorbinowym (przy dodawaniu roztworu kwasu askorbinowego do jodyny):

Po reakcji w roztworze obecne są jony jodkowe (I-) (nie reagujące ze skrobią) i kwas dehydroaskorbinowy. Na tym etapie dodaje się roztwór skrobi, zimną wodę oraz wodę utlenioną.
- reakcja wody utlenionej z jonami jodkowymi:

Reakcja zachodzi dopiero wówczas, gdy w roztworze wyczerpie się nadmiar kwasu askorbinowego jako środka redukującego jod do jodków (stąd opóźnienie reakcji), więc po wyczerpaniu nadmiaru kwasu askorbinowego zachodzi reakcja:
2I− + 2H+ + H2O2 → I2 + 2H2O
Wydziela się wolny jod, który natychmiast reaguje ze skrobią dając granatowo-czarne zabarwienie roztworu.